# Музей Кунстпаласт
Музей Кунстпаласт (нім. Museum Kunstpalast) — художній музей у німецькому місті Дюссельдорф, у районі Еренгоф.
Адреса музею: Kulturzentrum Ehrenhof, Ehrenhof 4-5, 40479 Düsseldorf.

## Історія
Музей Кунстпаласт розташований у підковоподібному комплексі, створеному в 1925—1926 на основі палацу Кунстпаласт. Палац був збудований в 1902 архітектором Вільгельмом Крейзом.
Історія музею починається з 1846, коли був створений Союз відкриття Дюссельдорфської художньої галереї. У 1928 у теперішній будівлі був відкритий Художній музей Дюссельдорфа. До його складу, окрім зібрання полотен і графічної колекції, увійшли також експонати створеного в 1883 Дюссельдорфського музею прикладного мистецтва і колекція кераміки з музею Хетьєнс (нім. Hetjens-Museum).
В 1937, під час правління націонал-соціалістів у Німеччині, з фондів музею було вилучено близько 900 творів, віднесених нацистами до так званого дегенеративного мистецтва.
В 1999—2000 відбулася нова реконструкція музейного комплексу під керівництвом Освальда Матіаса Унгерса.

## Колекція
Зібрання музею складається з картинної галереї, в якій можна виділити три основних відділи. Перший відділ — живопис старих майстрів, зокрема два великоформатних полотна Пітера Пауля Рубенса та роботи Лукаса Кранаха Старшого. Другий відділ — живопис XIX століття, в якому яскраво представлене німецьке мистецтво школи Дюсельдорфа, а також роботи класиків німецького та швейцарського живопису Арнольда Бекліна, М. Лібермана, Адольфа Менцеля, Каспара Давида Фрідріха. Третій відділ — це живописне мистецтво XX століття, в першу чергу німецьких експресіоністів — А. Маке, Ф. Марка, К. Рольфса, Е. Л. Кірхнера, Е.Нольде та багатьох інших.
До зібрання також входить колекція графіки, яка налічує близько 70 тисяч робіт. 14 тисяч з них подарувала Академія мистецтв Дюссельдорфа; це рисунки і гравюри видатних німецьких та італійських художників XV—XX століть — таких, як А. Альтдорфер, Мікеланджело, П. Веронезе, Рафаель.
Окрім живопису і графіки, музей володіє колекціями скульптури і творів прикладного мистецтва (меблів, посуду, різних виробів з тканин, прикрас і предметів з дорогоцінних металів). Збірка художніх виробів зі скла Хентріх (Hentrich) представляє твори різних епох: від Античності і до скляного та кришталевого посуду королівських дворів Європи XVII—XIX століть.
У музеї регулярно організовують тематичні виставки. Так, з 28 квітня і до 12 серпня 2012 року в музеї Кунстпаласт пройшла виставка «Ель Греко і модернізм» («El Greco und die Moderne»).

## Галерея

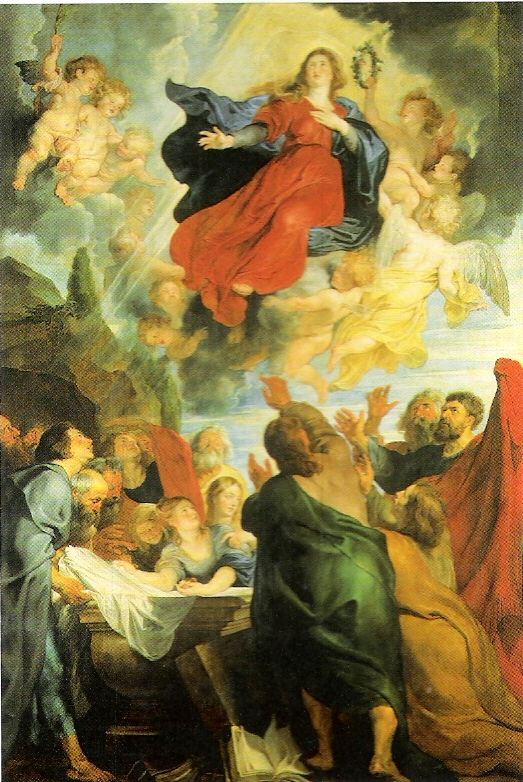
П.П.Рубенс. Вознесіння Марії
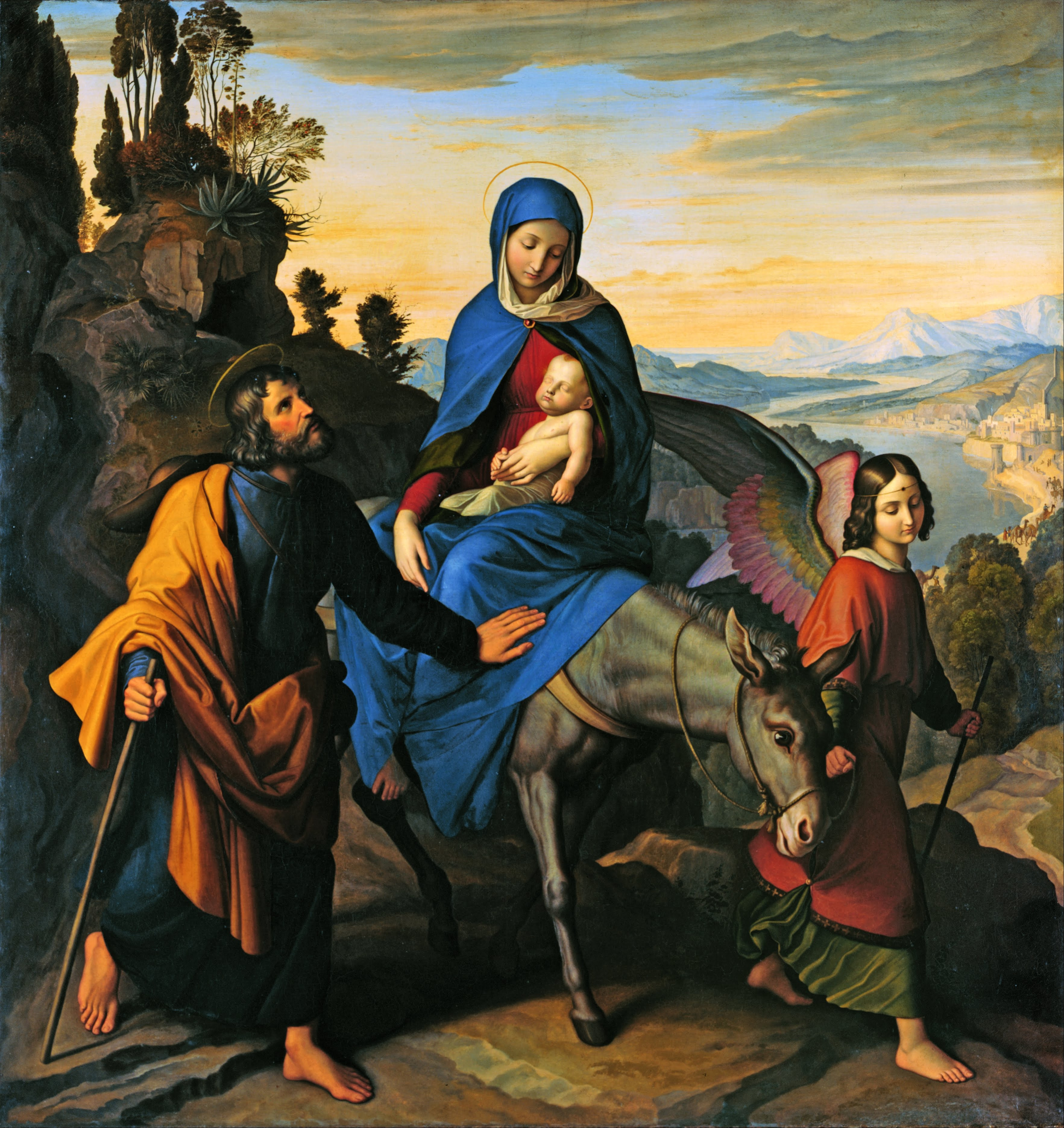
Ю. фон Каролсфельд. Втеча в Єгипет
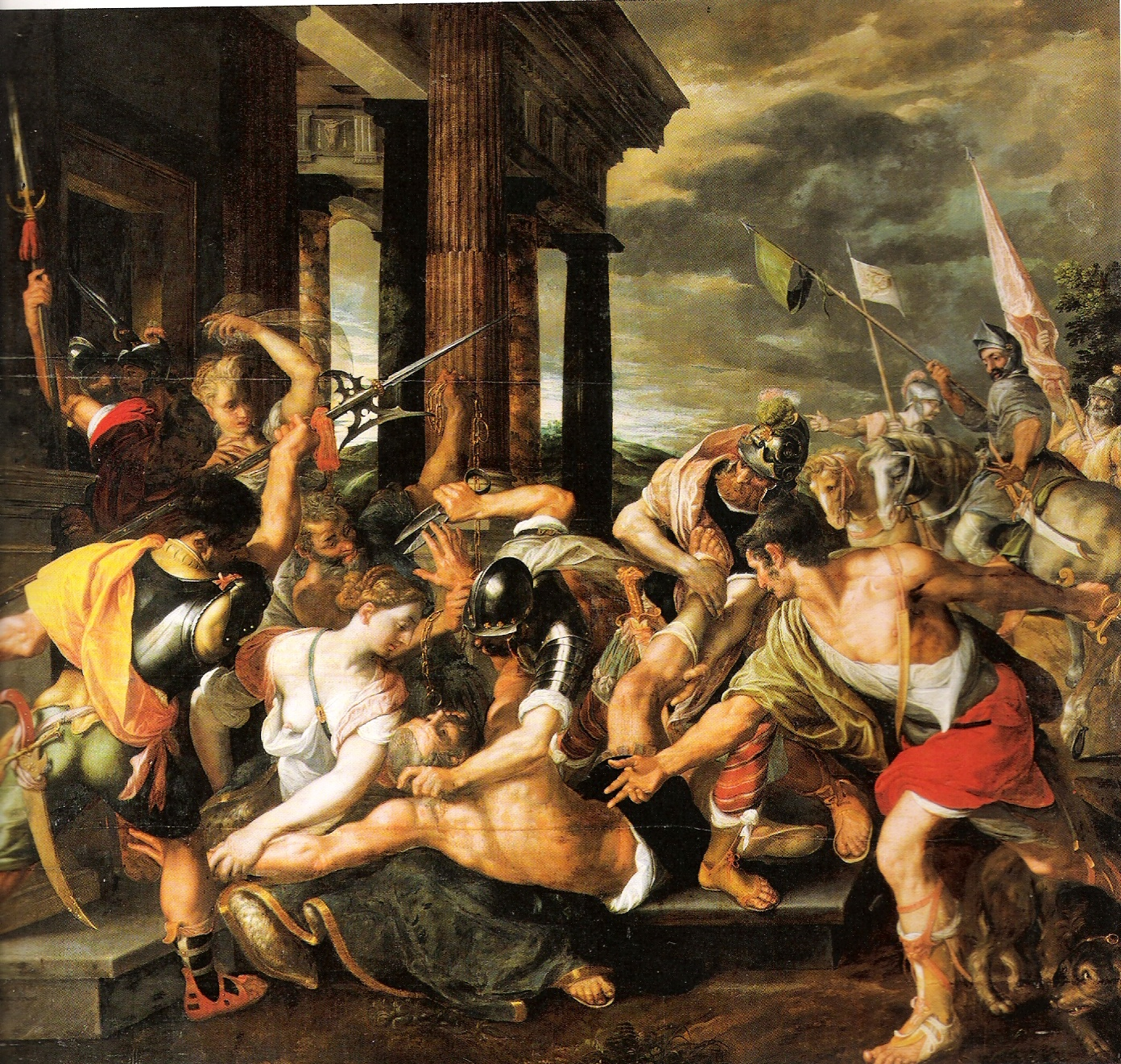
Й. ван Вінге. Самсон і Даліла
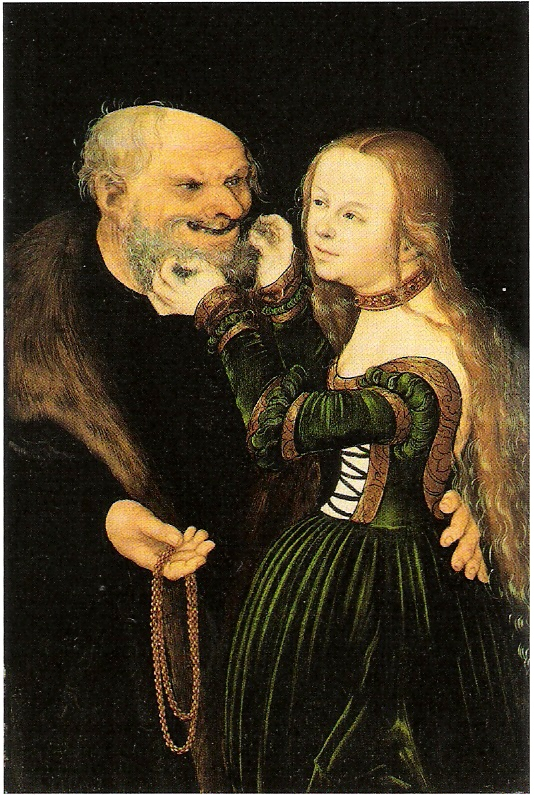
Л.Кранах Старший. Нерівна пара
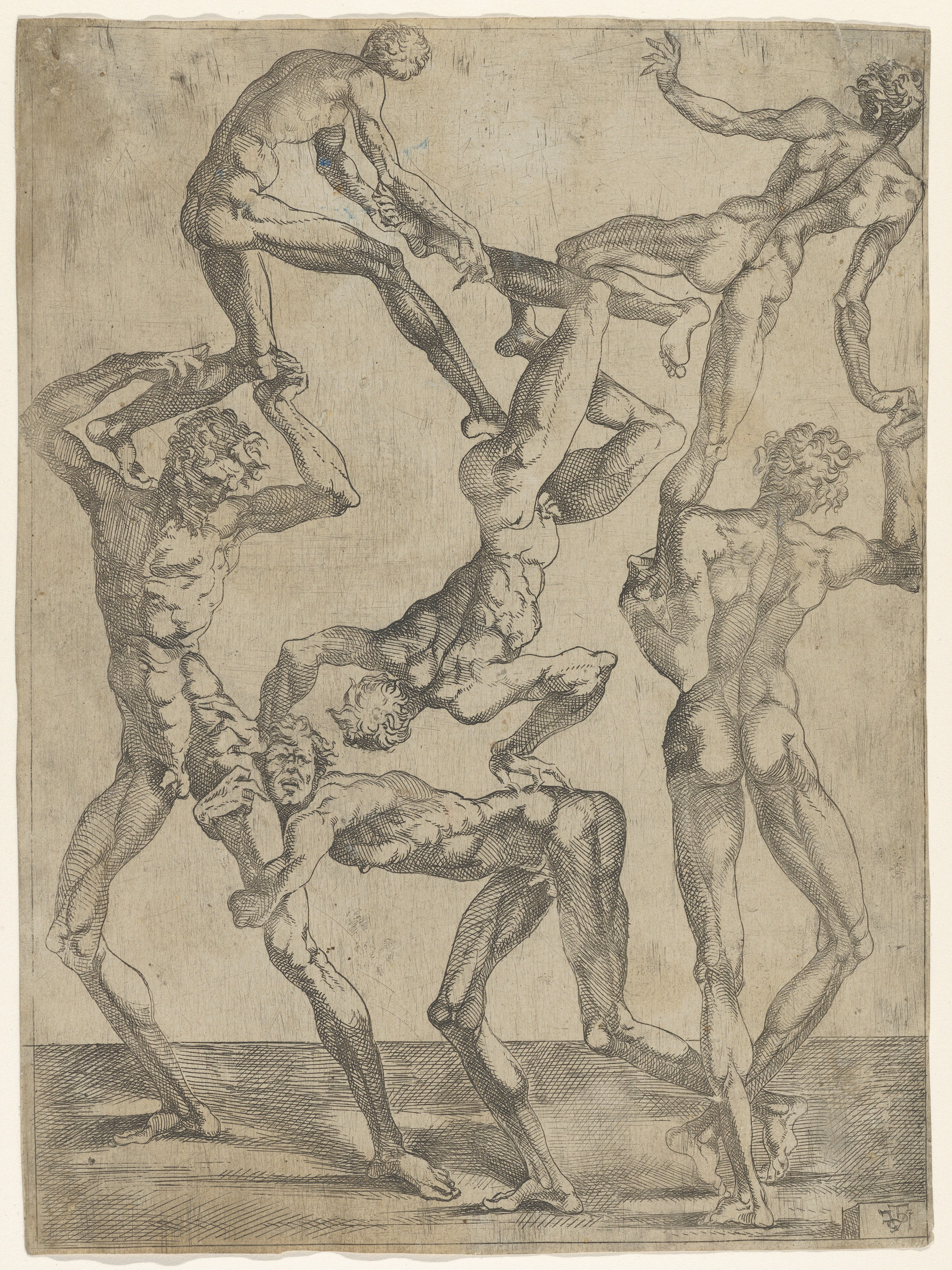
Жюст де Жюст. Піраміда з шести чоловіків
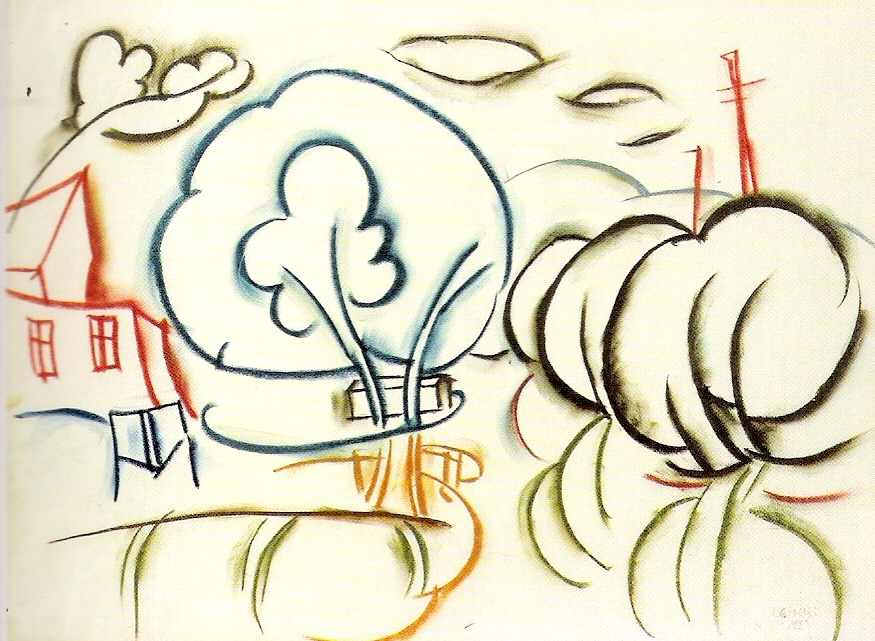
Вальтер Офей. Будинок і дерева
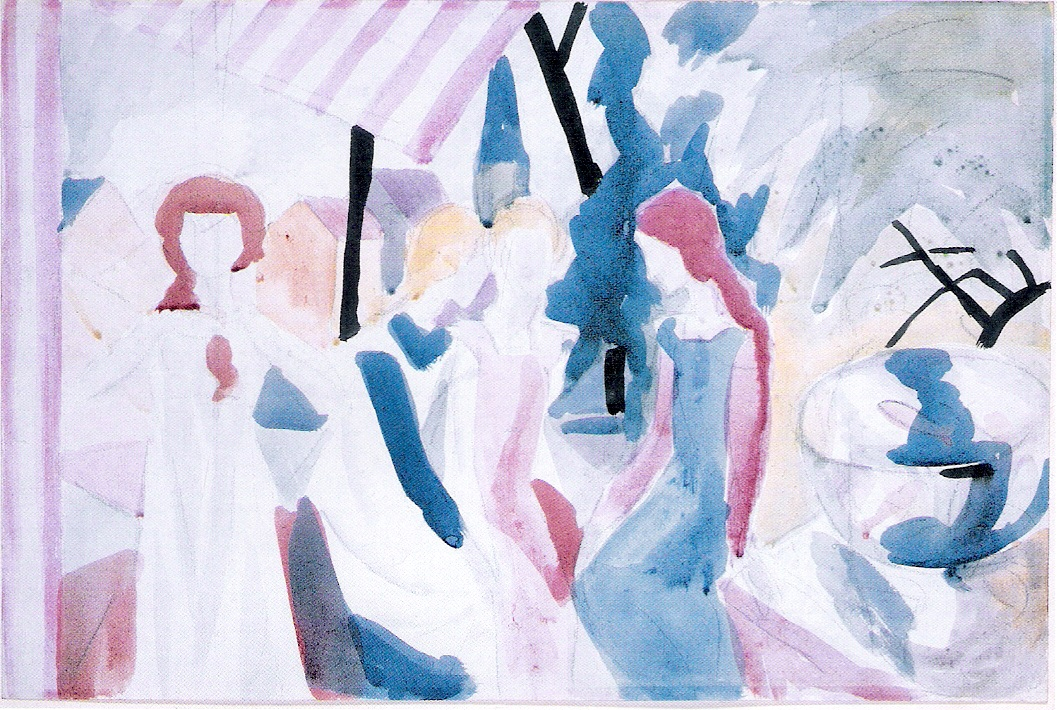
Август Маке. Чотири дівчинки
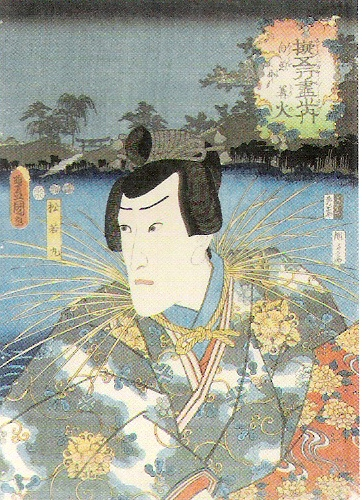
Утаґава Кунісада. Ісікаса Данджур VIII (1852)
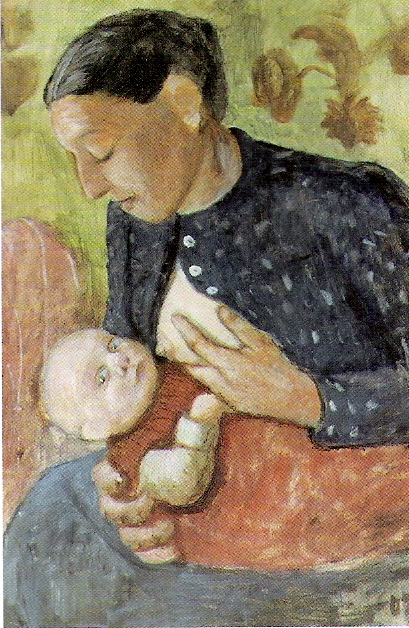
П.Модерсон-Беккер. Мати-годувальниця
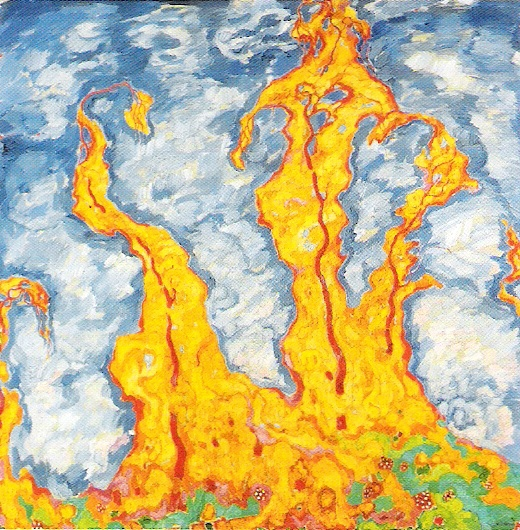
Вальтер Офей. Вакханалія
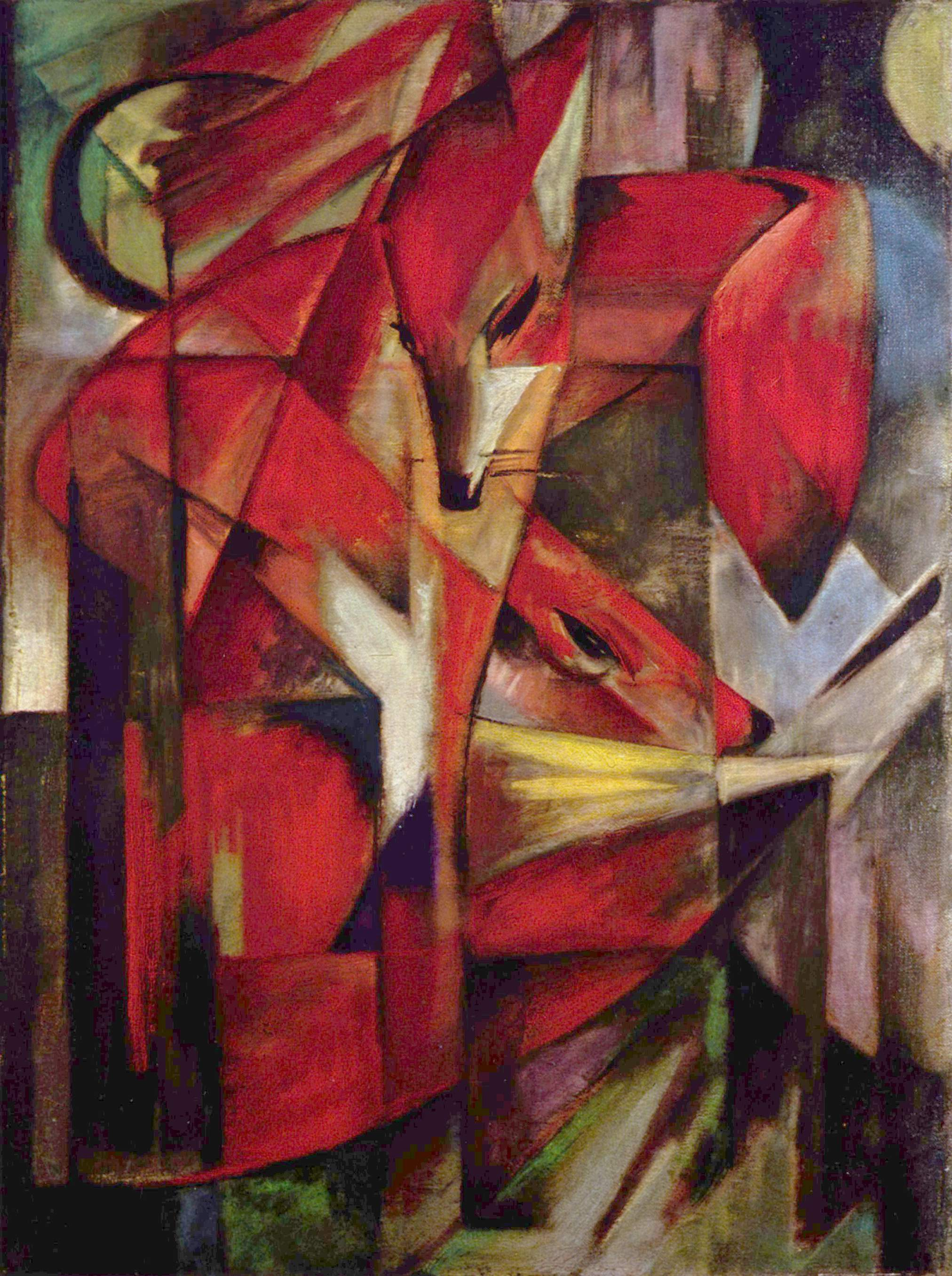
Франц Марк. Лисиці
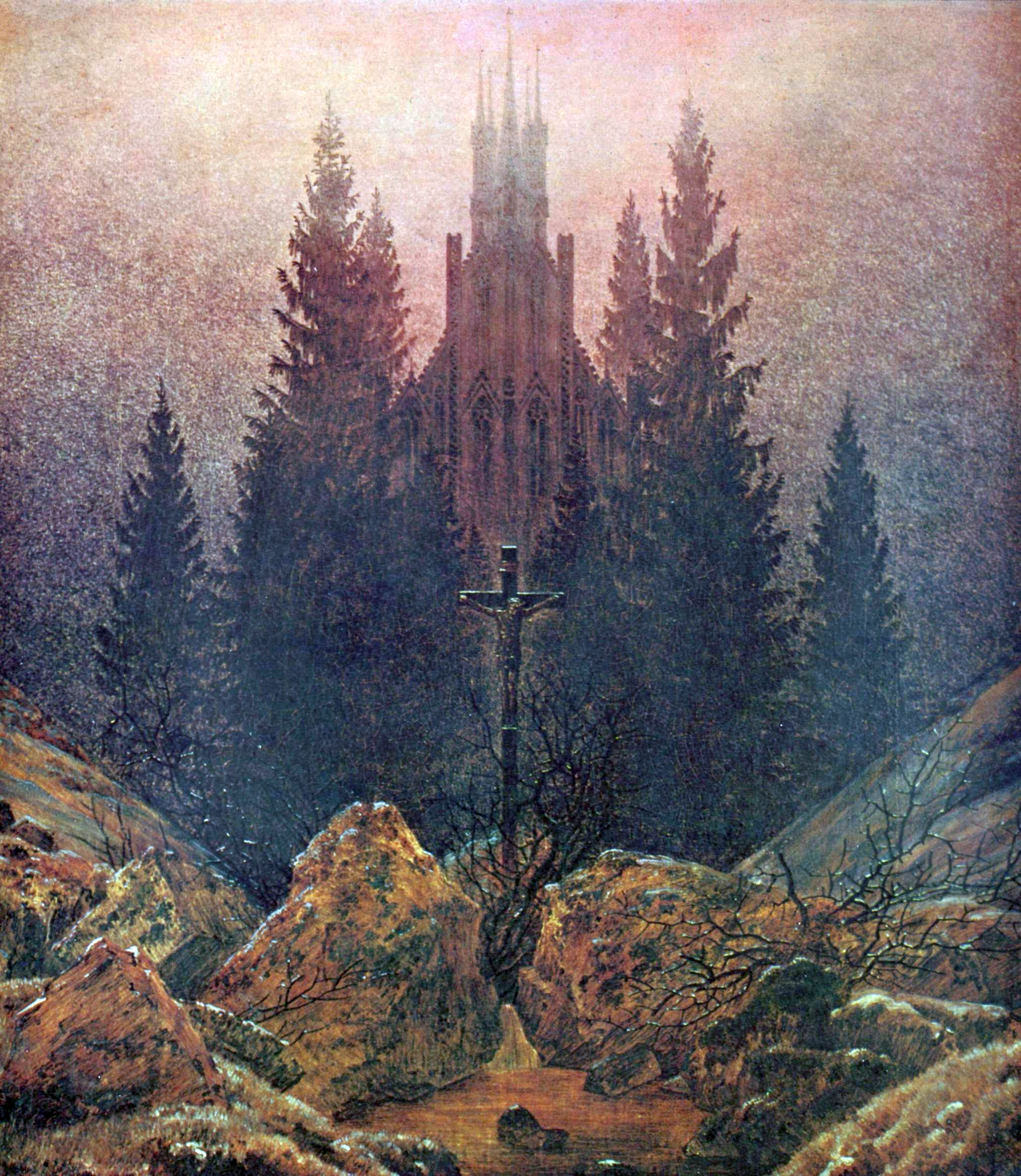
Каспар Давид Фрідріх. Хрест у горах